# Mastrus tenuibasalis
Mastrus tenuibasalis är en stekelart som först beskrevs av Tohru Uchida 1940.  Mastrus tenuibasalis ingår i släktet Mastrus och familjen brokparasitsteklar. Inga underarter finns listade i Catalogue of Life.